# Крис Малин
Кристофер Пол Малин (енгл. Christopher Paul Mullin; Бруклин, Њујорк, 30. јул 1963) бивши је амерички кошаркаш, а садашњи кошаркашки тренер. Играо је на позицијама бека и крила.

## Успеси

### Репрезентативни
- Олимпијске игре:  1984, 1992.
- Панамеричке игре:  1983.

### Појединачни
- НБА Ол-стар меч (5): 1989, 1990, 1991, 1992, 1993.
- Идеални тим НБА — прва постава (1): 1991/92.
- Идеални тим НБА — друга постава (2): 1988/89, 1990/91.
- Идеални тим НБА — трећа постава (1): 1989/90.